# 大明 (刘宋)
大明（457年正月—464年十二月）是南朝宋孝武皇帝刘骏的年号，共计7年餘。
大明八年闰五月宋前废帝刘子业即位沿用。
大明八年，有22州，共1265县，有户906870,有口4685510。

## 纪年
| 大明 | 元年  | 二年  | 三年  | 四年  | 五年  | 六年  | 七年  | 八年  |
| ---- | ----- | ----- | ----- | ----- | ----- | ----- | ----- | ----- |
| 公元 | 457年 | 458年 | 459年 | 460年 | 461年 | 462年 | 463年 | 464年 |
| 干支 | 丁酉  | 戊戌  | 己亥  | 庚子  | 辛丑  | 壬寅  | 癸卯  | 甲辰  |

## 参看
- 中国年号列表
- 其他使用大明年號的政權
- 同期存在的其他政权年号
  - 承平（443年-460年）：北凉政权沮渠無諱、沮渠安周年号
  - 太安（455年六月-459年十二月）：北魏政权魏文成帝拓跋濬年号
  - 和平（460年正月-465年十二月）：北魏政权魏文成帝拓跋濬年号
  - 永康（464年-484年）：柔然政权受罗部真可汗予成年号
- 大明历